# Euphylidorea osceola
Euphylidorea osceola là một loài ruồi trong họ Limoniidae. Chúng phân bố ở miền Tân bắc.